# Comodo Firewall
Comodo Firewall — бесплатный персональный файервол компании Comodo для Microsoft Windows XP, Vista, Windows 7, Windows 8 и Windows 10. Comodo Firewall входит в состав Comodo Internet Security.

## Возможности программы
1. Межсетевое экранирование;
2. Проактивная защита;
3. Защита от интернет-атак;
4. Защита от переполнения буфера;
5. Защита от несанкционированного доступа;
6. Защита важных системных файлов и записей реестра от внутренних атак;
7. Обнаружение переполнения буфера, которое происходит в HEAP памяти;
8. Обнаружение нападений ret2libc;
9. Обнаружение разрушенных/плохих SEH цепочек.

## Особенности программы
Проактивная защита включает в себя HIPS (англ. Host Intrusion Prevention Systems) — система отражения локальных угроз. Задачей HIPS является контроль за работой приложений и блокировка потенциально опасных операций по заданным критериям.

## Позиции в рейтингах файрволлов
| Дата теста | Comodo Internet Security | Comodo Firewall Pro 3.x | Comodo Firewall Pro 2.x |
| ---------- | ------------------------ | ----------------------- | ----------------------- |
| 2008-03-18 | -                        | 3.0.19.318 — 98 %       | -                       |
| 2008-03-30 | -                        | 3.0.21.329 — 100 %      | -                       |
| 2008-04-24 | -                        | 3.0.21.329 — 100 %      | -                       |
| 2008-05-06 | -                        | 3.0.21.329 — 100 %      | -                       |
| 2008-05-17 | -                        | 3.0.22.349 — 95 %       | -                       |
| 2008-08-29 | -                        | 3.0.22.349 — 95 %       | 2.4.18.184 — 55 %       |
| 2008-11-07 | -                        | 3.0.22.349 — 95 %       | 2.4.18.184 — 55 %       |
| 2008-11-28 | 3.5.55810.432 — 90 %     | 3.0.22.349 — 95 %       | 2.4.18.184 — 55 %       |
| 2009-04-07 | 3.8.65951.477 — 96 %     | 3.0.22.349 — 95 %       | 2.4.18.184 — 55 %       |
| 2009-04-23 | 3.8.65951.477 — 96 %     | 3.0.22.349 — 95 %       | 2.4.18.184 — 55 %       |
| 2009-09-09 | 3.11.108364.552 — 97 %   | 3.0.22.349 — 95 %       | 2.4.18.184 — 55 %       |
| 2009-10-10 | 3.12.111745.560 — 100 %  | 3.0.22.349 — 95 %       | 2.4.18.184 — 55 %       |
| 2010-01-04 | 3.12.111745.560 — 100 %  | 3.0.22.349 — 95 %       | 2.4.18.184 — 55 %       |
| 2010-03-28 | 3.12.111745.560 — 100 %  | 3.0.22.349 — 95 %       | 2.4.18.184 — 55 %       |

На 20 января 2010 года, на сайте matousec.com, посвящённом проблемам защиты персонального компьютера программами класса Firewall, Comodo Firewall Pro 3.12.111745.56 занял первое место и получил оценку «Отлично».
Тесты сайта «Firewall Challenge» от 30 марта 2008 года выдвинули Comodo Firewall версии 3.0 на первое место. Для теста компания Comodo предоставила последнюю версию сетевого экрана Comodo Firewall Pro 3.0.21.329, в которой производитель по словам представителей компании решил наиболее острые проблемы версии 3.0. Первое место Comodo Firewall поделил с программой Online Armor версии 2.1.0.119, которая в предыдущем рейтинге также занимала первое место.
В тесте HIPS на предотвращение проникновения в ядро Microsoft Windows от 20 апреля 2009 года Comodo Firewall также поделил первое место с программой Online Armor.